# Giacomo Franzoni
Giacomo Franzoni (ur. 5 grudnia 1612 w Genui, zm. 19 grudnia 1697 w Rzymie) – włoski kardynał.

## Życiorys
Urodził się 5 grudnia 1612 roku w Genui, jako syn Anfrana Franzoniego i Girolamy Fieschi. Studiował na Uniwersytecie Bolońskim, gdzie uzyskał doktorat utroque iure. Został referendarzem Trybunału Obojga Sygnatur i klerykiem, a następnie skarbnikiem generalnym Kamery Apostolskiej. 29 kwietnia 1658 roku został kreowany kardynałem in pectore. Jego nominacja na kardynała diakona została ogłoszona na konsystorzu 5 kwietnia 1660 roku i nadano mu diakonię Santa Maria in Aquiro. W latach 1660–1664 był legatem w Ferrarze. 7 czerwca 1666 roku został wybrany biskupem Camerino, a sześć dni później przyjął sakrę. 14 maja 1670 roku został podniesiony do rangi kardynała prezbitera i otrzymał kościół tytularny San Pancrazio. 10 listopada 1687 roku został podniesiony do rangi kardynała biskupa i otrzymał diecezję suburbikarną Frascati. Sześć lat później zrezygnował z zarządzania diecezją. Zmarł 19 grudnia 1697 roku w Rzymie.